# Хронологія рекордів України в приміщенні з бігу на 3000 метрів серед чоловіків
Рекорди України з бігу на 3000 метрів у приміщенні визнаються Федерацією легкої атлетики України з-поміж результатів, показаних українськими легкоатлетами на відповідній дистанції на біговій доріжці в приміщенні, за умови дотримання встановлених вимог.

## Хронологія рекордів
Рекорди УРСР з бігу на 3000 метрів у приміщенні почали фіксуватись з 1987. На той момент найкращим результатом українців був час, показаний Віталієм Тищенком у 1984.
|                                      | Час     | Атлет                    | Місто змагань | Дата змагань | Примітки | Відео |
| ------------------------------------ | ------- | ------------------------ | ------------- | ------------ | -------- | ----- |
| 1                                    | 7.54,91 | Віталій Тищенко Чернігів | Москва        | 19.02.1984   |          |       |
|                                      |         |                          |               |              |          |       |
| 2                                    | 7.47,38 | Сергій Лебідь Донецьк    | Будапешт      | 06.02.1998   |          |       |
|                                      |         |                          |               |              |          |       |
| 3                                    | 7.43,29 | Сергій Лебідь Донецьк    | Карлсруе      | 15.02.2004   |          |       |
|                                      |         |                          |               |              |          |       |
| 4                                    | 7.41,01 | Сергій Лебідь Донецьк    | Пеанія        | 22.02.2004   |          |       |
|                                      |         |                          |               |              |          |       |
| 21 рік, 34 дні від дати встановлення |         |                          |               |              |          |       |